# Spherillo howensis
Spherillo howensis là một loài chân đều trong họ Armadillidae. Loài này được Lewsi miêu tả khoa học năm 1998.